# Hope (Susan Boyle)
Hope è il sesto album in studio della cantante britannica Susan Boyle, pubblicato nel 2014. Si tratta di un album di cover.

## Tracce
1. Wish You Were Here – 3:42 – Pink Floyd
2. I Can Only Imagine – 3:34 – MercyMe
3. Angel – 4:27 – Sarah McLachlan
4. Abide with Me – 2:22 – tradizionale
5. Imagine – 3:25 – John Lennon
6. Will the Circle Be Unbroken? – 4:06 – tradizionale
7. Bridge over Troubled Water – 4:53 – Simon & Garfunkel
8. The Impossible Dream (The Quest) – 4:00 – Mitch Leigh, Joe Darion
9. Oh Happy Day – 3:26 – Edwin Hawkins
10. You Raise Me Up (live) (featuring Lakewood Church Choir) – 3:47 – Secret Garden

## Classifiche
| Classifica (2014) | Posizione raggiunta |
| ----------------- | ------------------- |
| Stati Uniti       | 16                  |